# Buschfeuer in Victoria 1939
Das Buschfeuer in Victoria 1939, in Australien auch Black Friday Fires genannt, ereignete sich am 13. Januar 1939 in Victoria und war eines der zerstörerischsten Buschfeuer in Australien, das eine Fläche von 20.000 km² verbrannte, 71 Menschen tötete, mehrere Städte gänzlich zerstörte und nach den Untersuchungen der Royal Commission zum Erlass von gesetzlichen Regelungen von Feuerschutzmaßnahmen von 1944 in Victoria führte.
Über 1.300 Häuser und 69 Sägewerke brannten ab, und es wurden 3.700 Gebäude zerstört. Nach Schätzungen waren etwa drei Viertel des Bundesstaates Victoria direkt oder indirekt von dieser Katastrophe betroffen. Die Royal Commission gab eine Verlautbarung heraus, in der festgestellt wurde: „the whole State was alight on Friday, 13 January 1939“ (deutsch: „am Freitag, dem 13. Januar 1939, stand der gesamte Staat in Flammen“).

## Bedingungen
In den Januartagen 1939 registrierte die Hauptstadt Melbourne die höchsten Temperaturen, die dort in jener Zeit gemessen wurden: 43,8 °C am 8. Januar und 44,7 °C am 10. Januar. Am 13. Januar, dem Tag des Buschfeuers, erreichten die Temperaturen einen Wert von 45,6 °C, die heißeste Temperatur der darauffolgenden 70 Jahre, obwohl nach inoffiziellen Messungen die Temperatur vom 6. Februar 1851, dem verheerenden Buschfeuer in Victoria 1851, 47 °C betrug.
Der Sommer 1938/1939 war heiß und trocken gewesen, und mehrere Buschfeuer brachen im frühen Januar aus, die zahlreiche Gebiete Victorias erfassten. Als am 13. Februar ein starker Nordwind aufkam, vereinigten sich die vereinzelten Buschfeuer zu einer massiven Feuerfront.

## Zerstörungen
Die meisten Zerstörungen ereigneten sich in den bergigen und alpinen Gebieten im Nordosten und um die südwestlich Küste von Victoria. Das Acheron, Tanjil Valley, Thomson Valley und der Grampians-Nationalpark waren ebenso betroffen. Fünf Städte, Hill End, Narbethong, Nayook West, Noojee (außer dem Hotel) und Woods Point wurden völlig zerstört und anschließend nicht mehr aufgebaut. Die Städte Omeo, Pomonal, Warrandyte (heute eine Vorstadt von Melbourne) und Yarra Glen wurden ebenso schwer zerstört.
Etwa zur selben Zeit brannten sich die Buschfeuer durch die Adelaide Hills. Aschen dieser Feuer fielen bis im weit entfernten Neuseeland nieder. Das Buschfeuer kam erst zwei Tage später unter Kontrolle, als in der Nacht vom 15. Januar Regen fiel.

### Hauptfeuer
Die nachfolgenden fünf Gebiete waren hauptsächlich betroffen, die kleineren Buschfeuer betrafen die Gebiete East Gippsland, Mount Macedon, Mallee Peninsula und Mornington Peninsula.
Die Hauptfeuer in der Reihenfolge ihrer Größe sind hier aufgelistet:
- Yarra Ranges in den Alpen Victorias
- Portland
- Otway Ranges
- Grampians-Nationalpark
- Strzelecki Ranges

## Betroffene Städte
Städte, die entweder beschädigt oder komplett zerstört wurden, waren:

### Zentral-Victoria
- Dromana
- Healesville
- Kinglake
- Marysville
- Narbethong – zerstört
- Warburton
- Warrandyte
- Yarra Glen

### Ost-Victoria
- Hill End – zerstört
- Nayook West – zerstört
- Matlock – 15 Menschen starben in einem Sägewerk
- Noojee – zerstört
- Omeo
- Woods Point – zerstört

### West-Victoria
- Pomonal
- Portland

## Langfristige Auswirkungen

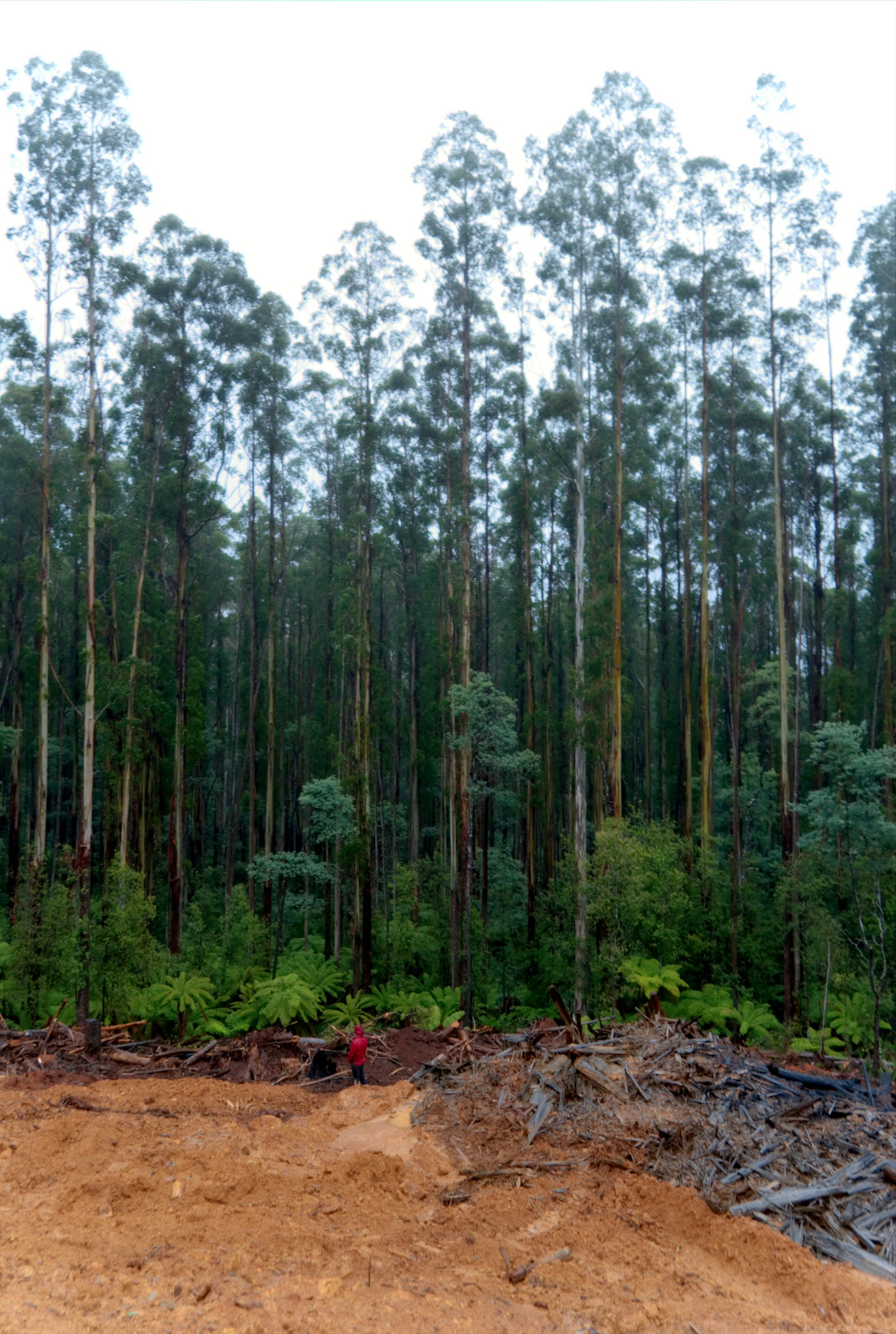
69 Jahre danach: Eukalypten, die nach dem Buschfeuer von 1939 nachwuchsen. Die Bäume bildeten einzelne Gruppen mit geringen Unterschieden nach Alter und Größe. Im Vordergrund befinden sich Baumreste einer jüngeren Abholzung.

Die nachfolgende Untersuchung der Royal Commission unter Richter L.E.B Stretton, Stretton Inquiry genannt, stellte fest, dass die Feuer im Wesentlichen durch Menschen, vor allem durch eine sorglose Anlage von Lagerfeuern und Feuer-Rodungen verursacht wurden. Der Bericht unterbreitete eine Anzahl von Vorschlägen für die Forstverwaltungen und Feuersicherheit, wie den Aufbau von Feuertürmen und ein Netzwerk von Wegen und Straßen. Organisatorisch aufgebaut wurden drei Feuerwehrorganisationen in Victoria, die Forests Commission (heute DSE), die Country Fire Authority (CFA) und die Metropolitan Fire Brigade, die die Stadt Melbourne schützt. Ferner erfolgte der Aufbau einer Schulung zum gezielten sicheren Abbrennen, die bis zum heutigen Tag existiert.
Diese Buschfeuer führten auch zum Erlass des Gesetzes Forests Act in Victoria, das die Verantwortung für den Feuerschutz und des in öffentlichen Besitz befindlichen Landes und die Brandbekämpfung privaten Eigentum an die oben genannten Organisationen des Feuerschutzes übertrug.
Auswirkungen von Buschfeuern zeigen sich mehrere Jahre hinweg und einige von den Feuern vernichtete Bäume erinnern bis zum heutigen Tag daran. In den betroffenen Gebieten brauchen die Böden lange Zeit, um sich von den Auswirkungen der Feuerbränden zu erholen und das Trinkwasser kann jahrelang durch Asche und Schmutz belastet sein, da diese Stoffe in die Trinkwassergebiete eingeschwemmt werden können.

## Vergleich mit anderen australischen Buschfeuern
Im Vergleich zu anderen Buschfeuern hinsichtlich des Verlustes von Menschenleben und der Vernichtung von Eigentum, war es eines der zerstöreristischen Feuer, die sich je in Australien ereigneten. Nur die Buschfeuer Ash Wednesday Bushfires von 1983 und das Buschfeuer in Victoria 2009 verursachten mehr Todesfälle. Das Buschfeuer von 1939 verbrannte im Vergleich mit den australischen Buschfeuern die zweitgrößte Landfläche mit 20.000 km² nach dem Buschfeuer in Victoria 1851 mit 50.000 km².